# Manus (software)
Manus (latinsky ruka / ruce) je autonomní agent vybavený umělou inteligencí vyvinutý čínským startupem Monica. Agent je navržen tak, aby nezávisle prováděl složité úkoly v reálném světě bez přímého a nepřetržitého lidského vedení. Je popisován jako jeden z prvních autonomních agentů schopných nezávislého myšlení, dynamického plánování a rozhodování.
Manus není jeden model, ale soubor modelů. Využívá velký jazykový model Claude 3.5 Sonnet společnosti Anthropic, vylepšené modely Qwen společnosti Alibaba, 29 dalších nástrojů a open-source software. To mu umožňuje procházet web, komunikovat s rozhraními API, spouštět skripty či si samostatně vyvíjet software. Pracuje ve virtuálním výpočetním prostředí v cloudu, takže uživatel může po zadání cíle vypnout svůj počítač, zatímco Manus pokračuje v činnosti a po dokončení úkolu uživatele upozorní.

## Vznik
Firma Monica byla založena s cílem vyvinout pokročilé AI agenty schopné fungovat nezávisle nad rámec tradičního použití velkých jazykových modelů. Oficiální uvedení softwaru Manus 6. března 2025 vzbudilo značnou celosvětovou pozornost. Manus byl popisován jako zlomový bod ve vývoji umělé inteligence díky schopnosti fungovat zcela bez přímého lidského zásahu a samostatně dokončit složité úkoly jako psaní a nasazení počítačových programů.
Manus také demonstroval schopnosti Číny v oblasti umělé inteligence a schopnost konkurovat zde americkým firmám.

## Klíčové vlastnosti
Plná autonomie: Na rozdíl od systémů jako ChatGPT nebo Gemini od Googlu nevyžaduje Manus explicitní pokyny. Samostatně spouští úkoly, analyzuje data a v reálném čase se dynamicky přizpůsobuje situaci.
Působení ve více doménách: Manus je schopen pracovat v různých oblastech, jako je analýza finančních transakcí, prověřování uchazečů o zaměstnání, hledání nájemních bytů a další, a přitom se rozhodovat rychleji a účinněji než lidé.
Účinná personalizace: Manus se učí z chování uživatelů, odhaduje jejich skryté preference a poskytuje vysoce personalizované výsledky.
Práce na pozadí a v reálném čase: Manus pokračuje v provádění úloh v cloudu, i když je uživatel offline, a po dokončení úlohy aktualizuje výstup v reálném čase.

### Příklady použití
Při prověřování životopisů uchazečů o práci Manus nejen řadí kandidáty, ale také hodnotí příslušné dovednosti, porovnává je s trendy na trhu práce a poskytuje optimální rozhodnutí ve vhodném formátu. Při vyhledávání bytů analyzuje statistiky kriminality, trendy na trhu s pronájmy a dokonce i povětrnostní podmínky a nabízí možnosti přizpůsobené preferencím konkrétních uživatelů.

## Dopad a důsledky
Vznik Manusu znovu podnítil veřejné a akademické diskuse o důsledcích plně autonomní umělé inteligence, zejména pokud jde o etiku, soukromí a bezpečnost zaměstnání. Nový systém představuje významný milník k dosažení obecné umělé inteligence (AGI) a očekává se, že v nadcházejících letech ovlivní technologickou a ekonomickou rovnováhu mezi západními zeměmi a Čínou.